# Birds of America (película)
Birds of America es una comedia dramática poco convencional familiar dirigida por Craig Lucas, escrita por Elyse Friedman, y protagonizada por Matthew Perry. Se estrenó en el Festival de Sundance 2008. Fue producida por Plum Pictures.

## Trama
Un hombre de clase media quien tiene que terminar de criar a sus hermanos menores cuando sus padres mueren, es obligado a tomarlos bajo su techo de nuevo cuando aparecen necesitando un lugar dónde quedarse.

## Elenco
- Matthew Perry como Morrie Tanager, un hombre de clase media quien tiene que lidiar con sus hermanos imprudentes.
- Ben Foster como Jay, el hermano menor de Morrie quien es propenso a experimentos antisociales.
- Ginnifer Goodwin como Ida, la hermana menor de Morrie quien es una "artista promiscua, en bancarrota e itinerante."
- Lauren Graham como Betty, la esposa de Morrie.
- Gary Wilmes como Paul, el vecino de Morrie y Bette como también profesor titular en la escuela de Morrie.
- Hilary Swank como Laura, la esposa de Paul.
- Zoë Kravitz como Gillian, la esposa de Jay.
- Daniel Eric Gold como Gary, el exnovio de Ida y el hermano de Paul.

## Producción
La película fue rodada principalmente en Darien, Connecticut.